# ドバイ・タワーズ・ドーハ
ドバイ・タワーズ・ドーハ(Dubai Towers Doha)は、カタールの首都・ドーハに現在建設中の超高層ビル。2011年完成予定であったが、工事に遅れが出ており2~3年完成が遅れる見通しである（工事が中断しているわけではない）。

## 概要
着工は2007年6月、総工費は6億2000万米ドル。高さは437m、84階建てである。
アラブ首長国連邦・ドバイの政府系企業ドバイ・ホールディングの子会社でドバイ国外で不動産投資を行っているサマ・ドバイ社が手がけているビル。設計はイギリスのRMJM社。
84階のうち、13階分がホテル、29階分がオフォス、31階分が高級マンション、そして低層階はショッピングセンターとなる予定。